# Wolfgang Kähler (Admiral)

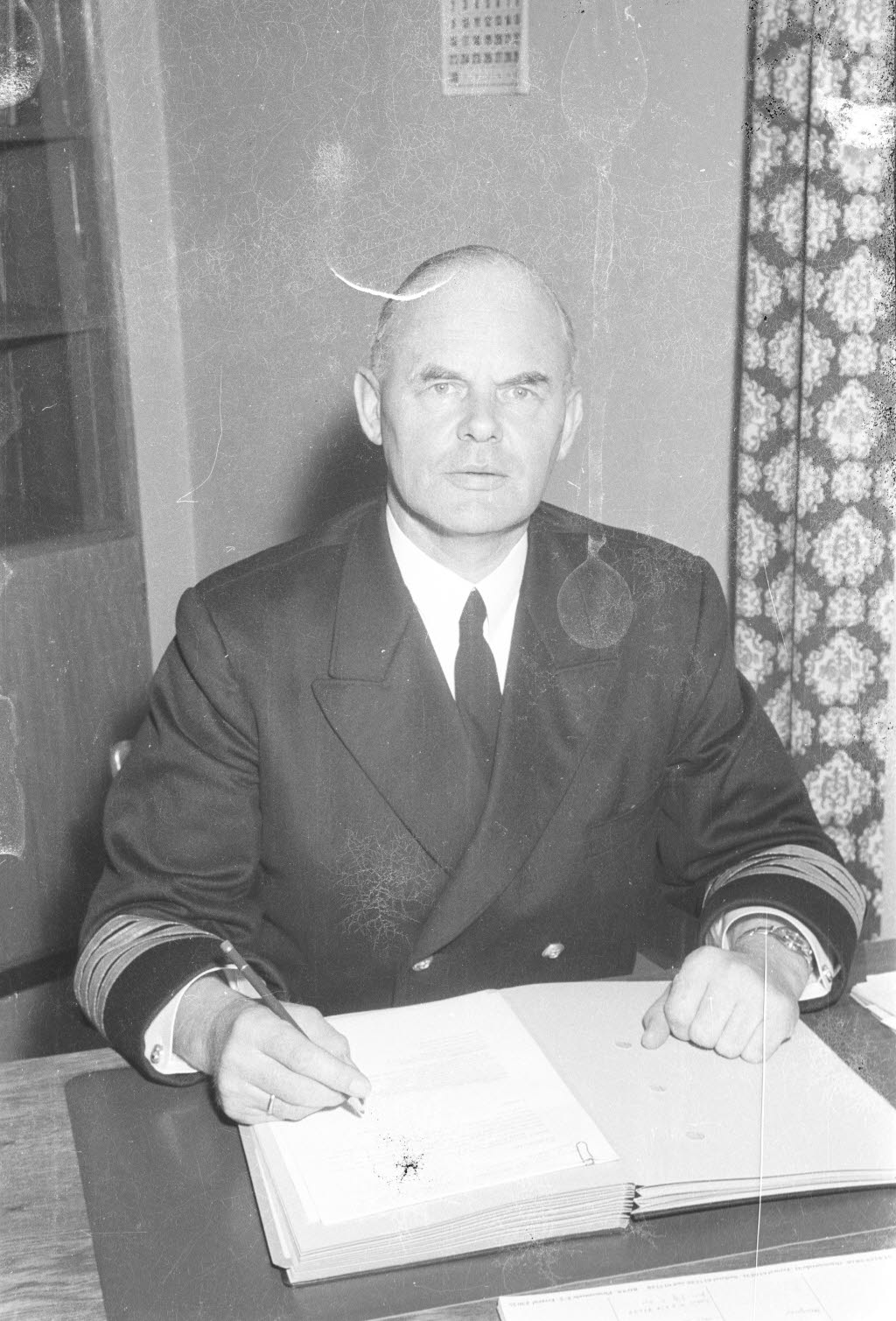
Kapitän zur See Wolfgang Kähler, Juni 1957.

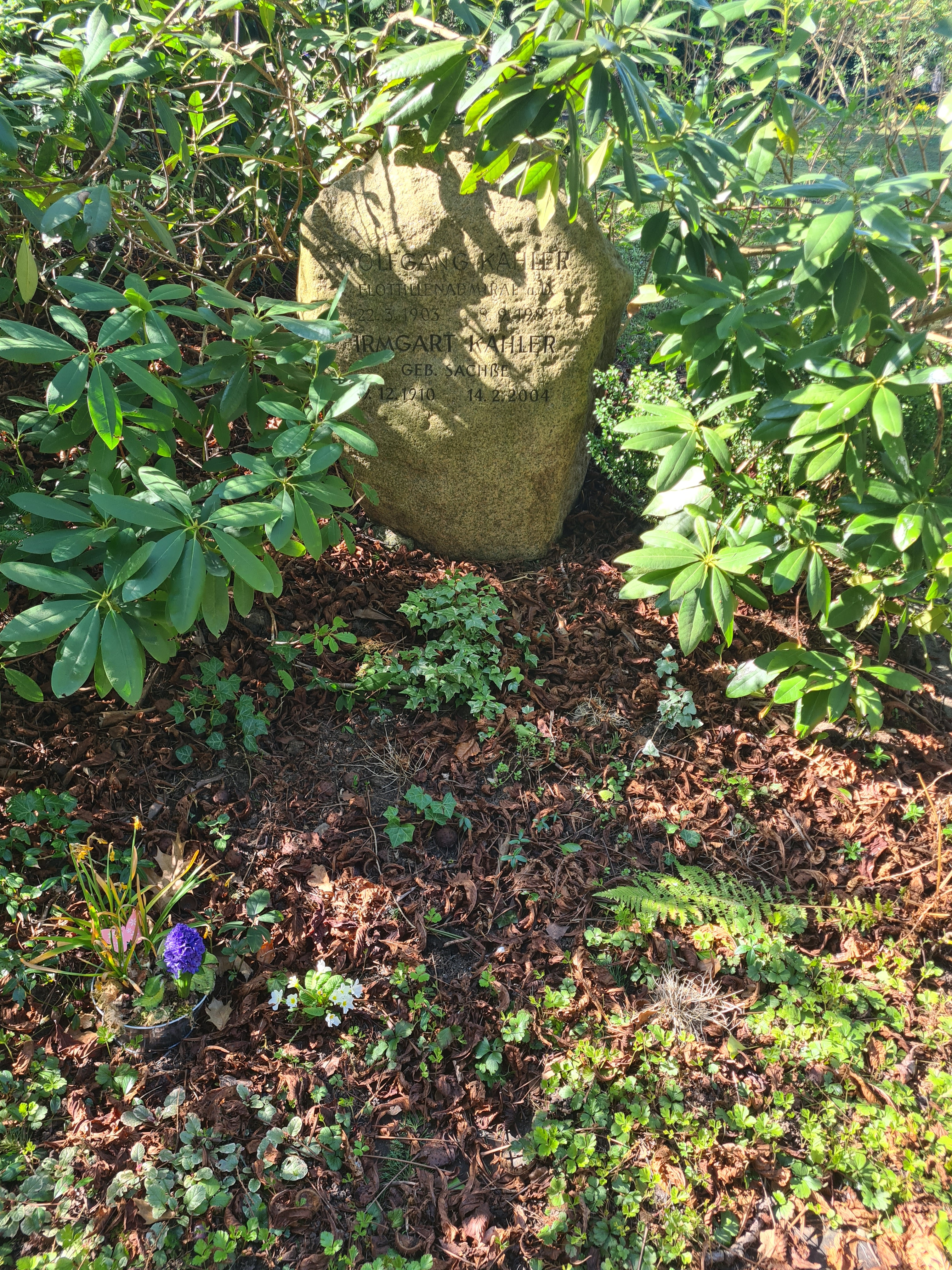
Das Grab von Wolfgang Kähler und seiner Ehefrau Irmgart geborene Sachße auf dem Nordfriedhof in Kiel

Wolfgang Kähler (* 22. März 1903 in Itzehoe; † 8. September 1983 in Kiel) war ein deutscher Seeoffizier, zuletzt Flottillenadmiral der Bundesmarine.

## Leben

### Werdegang
Kähler, Sohn eines promovierten Chefredakteurs in Apenrade, trat 1922 in die Reichsmarine ein und war ab 1925 Schüler an der Schiffsartillerieschule. Am 1. Juli 1928 zum Oberleutnant zur See befördert, war er 1930 an Bord des Leichten Kreuzers Karlsruhe. Als Artillerieoffizier und Kapitänleutnant (Beförderung am 1. Oktober 1934) diente er 1937 auf der Emden.
Von Januar 1939 bis November 1939 war er als Zweiter Artillerieoffizier auf der Scharnhorst. In der gleichen Position kam er auf das Schlachtschiff Gneisenau und erlebte Anfang April 1940 den Angriff des britischen Schlachtkreuzers Renown. Nachdem der Erste Artillerieoffizier, Fregattenkapitän Hans-Georg von Buchka, durch einen Treffer getötet worden war, übernahm der Korvettenkapitän Kähler kurz den Posten als Erster Artillerieoffizier. In dieser Position blieb er formal bis Juli 1942. Von August bis Oktober 1940 war er vorübergehend Kommandant der Seeverteidigung Seine-Somme in Le Havre. Zusätzlich war er von Mai 1941 bis Oktober 1941 Marineverbindungsoffizier zur Heeresgruppe D. Ab Mai 1942 war er als Fregattenkapitän letzter Kommandant des Schlachtschiffes Gneisenau, welches sich bereits seit Mitte Februar 1942 im Schwimmdock befand. Mit der Außerdienststellung des Schiffes im Juli 1942 endete auch sein Kommando. Ab Juli 1942 war er bis März 1943 Navigationsoffizier auf dem Schweren Kreuzer Admiral Hipper. Anschließend war er, ab 1. Juli 1943 Kapitän zur See, bis Dezember 1944 Chef der Offizier-Personalabteilung des Marineoberkommandos Ostsee.
Von Januar 1945 bis März 1945 war er Kommandant des Leichten Kreuzers Emden, worauf er bereits vor Kriegsbeginn gedient hatte. Anschließend wurde er in Stettin Bevollmächtigter des Kommandierenden Admirals der westlichen Ostsee und später bis Kriegsende Festungskommandant Kiel. Anfang Mai 1945 war Kiel zur offenen Stadt erklärt und durch die Briten besetzt worden. Er kam in Kriegsgefangenschaft, aus welcher er im August 1947 entlassen wurde.
Nach dem Krieg war er im Amt Blank Leiter von II/PI/M/G 1 „Personalwesen der Marine“, welche er seit 1953 leitete, die konkrete Personalplanung für die neue deutsche Marine einschließlich der Festlegungen innerhalb der Dienstgradgruppen durchführte. Kähler war im Amt Blank auch Mitglied des sogenannten Ausschuss Innere Führung.
Als Kapitän zur See wurde er später in die Bundesmarine übernommen und war dort ab Juni 1955 bis Mai 1957 im  Bundesministerium für Verteidigung Leiter der neu eingerichteten Unterabteilung P VI.
Anschließend war er als Flottillenadmiral bis Ende Juni 1962 Kommandeur des Marineabschnittskommandos Ostsee. 1962 ging er in den Ruhestand.
Nach seiner Pensionierung war er u. a. Redakteur bei der Zeitschrift Truppenpraxis. Kähler liegt auf dem Kieler Nordfriedhof begraben.

### Familie
Wolfgang Kähler heiratete am 4. Februar 1933 Irmgart Sachße in Stralsund. Sie war die Tochter des Konteradmirals Fritz Sachße. Aus der Ehe gingen fünf Kinder hervor.

## Auszeichnungen
- Deutsches Kreuz in Gold
- Verdienstkreuz 1. Klasse des Verdienstordens der Bundesrepublik Deutschland

## Werke (Auswahl)
- Kommandant der Gneisenau: Schlachtschiff Gneisenau. Heyne Verlag, 1974, dann mehrere Auflagen.
- Schlachtschiff Gneisenau. Koehlers Verlagsgesellschaft, Herford, 1979.